# Бредин, Рогер
Бенгт Ро́гер Бреди́н (швед. Bengt Roger Bredin; род. 5 марта 1953) — шведский кёрлингист.
В составе мужской сборной Швеции участник двух чемпионатов мира (лучший результат — серебряные призёры в 1974). Двукратный чемпион Швеции среди мужчин.
Играл на позиции первого.

## Достижения
- Чемпионат мира по кёрлингу среди мужчин: серебро (1974).
- Чемпионат Швеции по кёрлингу среди мужчин: золото (1974, 1979).

## Команды
| Сезон   | Четвёртый   | Третий        | Второй              | Первый       | Турниры                      |
| ------- | ----------- | ------------- | ------------------- | ------------ | ---------------------------- |
| 1973—74 | Ян Ульстен  | Том Берггрен  | Андерс Гран         | Рогер Бредин | ЧШМ 1974 · ЧМ 1974           |
| 1978—79 | Андерс Гран | Кен Брюнефлуд | Карл-Эрик Брюнефлуд | Рогер Бредин | ЧШМ 1979 · ЧМ 1979 (7 место) |

(скипы выделены полужирным шрифтом)